# Ossalato di potassio
L'ossalato di potassio è il sale di potassio dell'acido ossalico, di formula K2C2O4.
A temperatura ambiente si presenta come un solido bianco inodore. È un composto nocivo.
L'ossalato di potassio trova impiego anche in fotografia come rivelatore per la stampa al platino e come ingrediente nella preparazione dello sviluppo all'ossalato ferroso. È utile anche per accelerare lo sviluppo delle pellicole e delle stampe in bianco e nero.